# Jordan Lukaku
Jordan Zacharie Lukaku Menama Mokelenge (sinh ngày 25 tháng 7 năm 1994) là một cầu thủ bóng đá chuyên nghiệp người Bỉ đang chơi ở vị trí hậu vệ cánh trái cho câu lạc bộ Ponferradina tại LaLiga 2 và đội tuyển Bỉ. Lukaku sinh ra ở Antwerpen và lớn lên ở Boom gần đó. Anh có một người anh trai tên là Romelu Lukaku hiện đang thi đấu cho câu lạc bộ Inter Milan.

## Thống kê sự nghiệp

### Câu lạc bộ
Tính đến 13 tháng 4 năm 2018
| Câu lạc bộ          | Mùa giải            | Giải đấu            | Giải đấu | Giải đấu | Cúp quốc gia | Cúp quốc gia | Châu Âu | Châu Âu | Khác | Khác | Tổng cộng | Tổng cộng |
| Câu lạc bộ          | Mùa giải            | Hạng                | Trận     | Bàn      | Trận         | Bàn          | Trận    | Bàn     | Trận | Bàn  | Trận      | Bàn       |
| ------------------- | ------------------- | ------------------- | -------- | -------- | ------------ | ------------ | ------- | ------- | ---- | ---- | --------- | --------- |
| Anderlecht          | 2011–12             | Pro League          | 6        | 0        | 0            | 0            | 0       | 0       | 0    | 0    | 6         | 0         |
| Anderlecht          | 2012–13             | Pro League          | 0        | 0        | 0            | 0            | 0       | 0       | 0    | 0    | 0         | 0         |
| Anderlecht          | 2013–14             | Pro League          | 2        | 0        | 0            | 0            | 0       | 0       | 1    | 0    | 3         | 0         |
| Anderlecht          | Tổng cộng           | Tổng cộng           | 8        | 0        | 0            | 0            | 0       | 0       | 1    | 0    | 9         | 0         |
| Oostende            | 2013–14             | Pro League          | 16       | 0        | 3            | 0            | —       | —       | —    | —    | 19        | 0         |
| Oostende            | 2014–15             | Pro League          | 29       | 0        | 1            | 0            | —       | —       | —    | —    | 30        | 0         |
| Oostende            | 2015–16             | Pro League          | 34       | 3        | 0            | 0            | —       | —       | —    | —    | 34        | 3         |
| Oostende            | Tổng cộng           | Tổng cộng           | 79       | 3        | 4            | 0            | —       | —       | —    | —    | 83        | 3         |
| Lazio               | 2016–17             | Serie A             | 16       | 0        | 4            | 0            | —       | —       | —    | —    | 20        | 0         |
| Lazio               | 2017–18             | Serie A             | 24       | 1        | 4            | 0            | 9       | 0       | 1    | 0    | 38        | 1         |
| Lazio               | Tổng cộng           | Tổng cộng           | 40       | 1        | 8            | 0            | 9       | 0       | 1    | 0    | 58        | 1         |
| Tổng cộng sự nghiệp | Tổng cộng sự nghiệp | Tổng cộng sự nghiệp | 127      | 4        | 12           | 0            | 9       | 0       | 2    | 0    | 150       | 4         |

### Quốc tế
Tính đến 7 tháng 10 năm 2016
| Bỉ        | Bỉ   | Bỉ  | Bỉ |
| Năm       | Trận | Bàn |    |
| --------- | ---- | --- | -- |
| 2015      | 1    | 0   |    |
| 2016      | 6    | 0   |    |
| Tổng cộng | 7    | 0   |    |